# Command & Conquer: Red Alert 2
Command & Conquer: Red Alert 2 je realtimová strategická počítačová hra, navazující na úspěšný předchozí díl Command & Conquer: Red Alert. Byla vydaná Westwood studios v roce 2000 a v říjnu roku 2001 byla rozšířena datadiskem Command & Conquer: Yuri's Revenge. Zahraniční[ujasnit] servery Red Alert 2 hodnotí velmi kladně.

## Strany

### Spojenci
Spojenci jsou v této hře stranou, která se brání útoku Sovětů. Z hratelných států sem patří USA, Velká Británie, Německo, Francie a Korea. Ovládají vyspělé technologie a mají na své straně i Alberta Einsteina, který pro ně navrhl Chronosféru (Teleportér založený na zakřivení toku času), Ovladač počasí, který je schopný vyvolat bouři jen trochu slabší než atomová bomba Sovětů anebo Prism věž a Prism tank, jež střílejí laserové paprsky skvělé proti pěchotě a hlavně budovám. Prism věže se nabíjejí navzájem, a tak vytvoří jeden silný paprsek ze tří věží. Můžou využívat špióny, jejich pěchota se může ohradit zdí z pytlů písku a mají stíhačky.

### Sověti
Sověti nebo Rusové jsou jako vždy státem, který upřednostňuje těžký průmysl před lehkým, a proto zde uvidíme třeba dvouhlavňové Apocalypse Assault Tanky, Rhino tanky, vzducholoď-bombardér Kirov, a aby Sověti nebyli pozadu, mají svoji atomovou bombu, bez které by snad ani Sověti nebyli Sověty a jako další vynalezli klonování vojáků a ovládání mysli.

## Spojenecké hlavní budovy

### Construction Yard
Construction Yard je základní budovou celé hry. Rozbaluje se z pojízdného vozítka MCV (Mobile Construction Vehicle) a nejde jinak postavit. Bez rozbaleného Construction Yard se nedají stavět žádné jiné budovy, tudíž je nutné ho chránit za každou cenu. Pokud ho nepřítel zničí, dá se ve War factory vyrobit nové MCV, ale prakticky se to rovná vyřazení ze hry. V některých misích singleplayer se začíná s již rozbaleným Construction Yard, jindy je k dispozici pouze MCV.

### Power Plant
Power Plant je budova sloužící primárně k výrobě elektrické energie. Jelikož pouze Construction Yard si dokáže vyrobit dostatek energie sám pro sebe, je potřeba stavět mnoho Power Plant pro efektivní růst základny. Pokud Power Plant nepokryjí spotřebu, veškerá obrana základny je vyřazena z provozu.

### Ore Refinery
Chrono Miner sbírající rudu a diamanty potřebují nějaké místo, kde by svůj cenný náklad odložily, a toto místo se nazývá Ore Refinery. Chrono Miner sem přijede, vyloží rudu nebo diamanty, ty se přetaví v kredity, a on jede sbírat další. Spolu s její stavbou se vytvoří jeden Chrono Miner, jinak se ale musí tvořit ve War factory. Zničení Ore Refinery je velice nebezpečné pro další průběh hry.

### Barracks
Veškeré pěchotní jednotky se vycvičují v Barracks. Mnoho dalších budov požaduje pro svoji stavbu mít vystavěné Barracks.

### War Factory
Veškerá motorizovaná vozidla včetně MCV se vyrábí právě ve War Factory. Pro stavbu některých dalších budov je nutno mít vystavěnou War Factory. Počítačem ovládaní hráči posílají své superzbraně nejčastěji právě na War Factory.

### Airforce Command
Bez postaveného Airforce Command se nezobrazuje radar v pravém horním rohu obrazovky, který slouží k varování před možným nepřátelským útokem. Druhou neméně důležitou funkcí je produkce spojeneckých letadel.

### Naval Shipyard
Přístav. Jako jediný může (a dokonce musí) stát na vodě. Slouží k produkci a opravám všech námořních jednotek včetně těch živých.

### Service Depot
V Service Depot se opravují veškeré poškozené motorizované jednotky za příslušný počet kreditů. Pokud je v jednotce Terror Drone, bude odstraněn.

### Battle Lab
Všechny velké mozky na bitevním poli se soustřeďují v Battle Lab. Jeho vlastnictví je klíčové, neboť je nezbytné pro výstavbu všech pokročilých zbraňových systému a tanků. Vyplatí se ho obehnat Fortress Wall kvůli možné infiltraci nepřátelským špionem.

### Ore Purifier
Tato velice nákladná stavba ke všem kreditům natěženým Chrono Miner po její dostavbě přidá něco navíc. Je opravdu velice drahá, ale celkově se její stavba vyplatí a proto ji většina hráčů používá.[zdroj?]

## Sovětské hlavní budovy

### Construction Yard
Construction Yard je základní budovou celé hry. Rozbaluje se z pojízdného vozítka MCV (Mobile Construction Vehicle) a nejde jinak postavit. Bez rozbaleného Construction Yard se nedají stavět žádné jiné budovy, tudíž je nutné ho chránit za každou cenu. Pokud ho nepřítel zničí, dá se ve War factory vyrobit nové MCV, ale prakticky se to rovná vyřazení ze hry. V některých misích singleplayer se začíná s již rozbaleným Construction Yard, jindy je k dispozici pouze MCV.

### Tesla Reactor
Tesla Reactor je budova sloužící primárně k výrobě elektrické energie, i když je méně výkonný než jeho spojenecký protějšek. Jelikož pouze Construction Yard si dokáže vyrobit dostatek energie sám pro sebe, je pro efektivní rozšiřování základny potřeba postavit mnoho Tesla Reactorů. Pokud Tesla Reactor nepokryjí spotřebu, veškerá obrana základny je vyřazena z provozu.

### Ore Refinery
War Miner sbírající rudu a diamanty potřebují nějaké místo, kde by svůj cenný náklad odložily, a toto místo se nazývá Ore Refinery. War Miner sem přijede, vyloží rudu nebo diamanty, ty se přetaví v kredity, a on jede sbírat další. Spolu s její stavbou se vytvoří jeden War Miner, jinak se ale musí tvořit ve War factory. Zničení Ore Refinery je velice nebezpečné pro další průběh hry.

### Barracks
Veškeré pěchotní jednotky se vycvičují v Barracs. Mnoho dalších budov požaduje pro svoji stavbu mít vystavěné Barracs.

### Naval Shipyard
Přístav. Jako jediný může (a dokonce musí) stát na vodě. Slouží k produkci a opravám všech námořních jednotek včetně těch živých.

### War Factory
Veškerá motorizovaná vozidla včetně MCV se vyrábí právě ve War Factory. Pro stavbu některých dalších budov je nutno mít vystavěnou War Factory. Počítačem ovládaní hráči posílají své superzbraně většinou právě na War Factory.

### Radar Tower
Radar Tower slouží k zobrazení radarového okénka v pravém horním rohu obrazovky.

### Service Depot
V Service Depot se opravují veškeré poškozené motorizované jednotky za příslušný počet kreditů. Pokud je v jednotce Terror Drone, bude odstraněn.

### Battle Lab
Všechny velké mozky na bitevním poli se soustřeďují v Battle Lab. Jeho vlastnictví je klíčové, neboť je nezbytné pro výstavbu všech pokročilých zbraňových systému a Tanků. Vyplatí se ho obehnat Fortress Wall kvůli možné infiltraci nepřátelským špionem.

### Nuclear Reactor
Tato větší obdoba Tesla Reactor produkuje dostatek elektrické energie k napájení celé základny. Jeho stavba je výhodnější než stavba mnoha Tesla Reactor, ale při jeho zničení se celá okolní krajina zamoří radioaktivitou a celá základna bude bez elektrické energie.

### Cloning Vats
Po postavení Cloning Vats se všechny jednotky, které jsou od té doby vyrobeny v Barracs vyrobí zde ještě jednou zadarmo. Lze sem také poslat vlastní, i psychicky ovládnuté nepřátelské jednotky, které se prodají za kredity.

## Spojenecké podpůrné budovy

### Fortress Wall
Zeď, kterou musí hráč zničit když se chce dostat na druhou stranu.

### Pillbox
Kulometné hnízdo jménem Pillbox je levné a nenáročné. Pillbox je účinný proti pěchotě, ale nepříliš účinný proti motorizovaným jednotkám. Nemůže střílet přes zeď.

### Patriot Missile System
Protivzdušná obrana vysílající malé rychlé raketky, které jsou schopné zničit i V3 rakety.

### Prism Tower
Geniální bojový systém vymyšlený Albertem Einsteinem je ukryt v této věži. Funguje na principu složitého systému zrcadel a lámání světla. Prism Tower sežehne nepřítele paprskem světla, něco jako laserem. Pokud je vedle sebe víc Prism Tower, jejich paprsky se skládají v jeden velký, který je schopný zničit i velice silné jednotky.

### Gap Generator
Gap Generator je schopen ukrýt část mapy okolo sebe před nepřítelem, což dává skrytému hráči jistou výhodu. Gap Generator je ale energeticky velice náročný.

### Spy Satellite Uplink
Po připojení na tajné vládní satelity hráč může vidět celou mapu. Jediným úkrytem před Spy Satellite je Gap Generator.

### Chronosphere
Jedno z nejstřeženějších Einsteinových tajemství se hráči odemyká po postavení této budovy. Tato superzbraň mu po určité době umožní použít Chronoshift, tedy přesun jednotek teleportací. A to jak svých, tak nepřátelských. Při přesunu lodí na souš a pozemních jednotek do vody ale tyto jednotky okamžitě umírají. Účinky jsou také smrtelné pro pěchotu. Po použití Chronoshift musí hráč opět počkat určitou dobu, než ho bude moct znovu použít.

### Weather Control Device
Nejdůmyslnější vynález Alberta Einsteina je opravdu ničivý. Superzbraň Weather Control Device umožní hráčovi po uplynutí 10 minut vyvolat nad nepřátelským územím bouři Lightning Storm, která svými blesky poškozuje budovy a motorizované jednotky, ale okamžitě zabíjí pěchotu. Účinek je spíše plošný s menším poškozením. Po použití Lightning Storm musí hráč opět počkat 10 minut, než ji bude moct znovu použít.

## Sovětské podpůrné budovy

### Fortress Wall
Zeď, kterou musí hráč zničit když se chce dostat na druhou stranu.

### Sentry Gun
Automatizovaný levný kulomet je účinný proti pěchotě, ale ne příliš účinný proti motorizovaným jednotkám. Nemůže střílet přes zeď.

### Flak Cannon
Dělo střílející náboje s jedovatým flakem uvnitř. V porovnání s Patriot Missile System je trochu slabší proti raketám V3 ale účinnější proti Rocketeer.

### Tesla Coil
Monstrózní věž, kterou vymyslel Nikola Tesla škvaří nepřátelské jednotky silným elektrickým výbojem. Pokud jí začne dodávat energii Tesla Trooper (tak že do ní začne střílet), má větší akční rádius a větší efekt na zasaženou jednotku. Pokud jí nabijí alespoň 2 Tesla Troopeři, může fungovat i při nedostatku elektrické energie.

### Psychic Sensor
Pokud se jednotka přesunuje, nebo útočí, a cíl je v dosahu Psychic Sensor, zobrazí se přerušovaná čára od jednotky až k cíli.

### Iron Curtain
Iron Curtain umožní po uplynutí určité doby hráči použít Invulnerability, tedy jakýsi štít nad jednotkami nebo budovami, a ty jsou po krátkou dobu nezranitelné. Invulnerability lze použít i na jednotky či budovy jiného hráče. Účinky jsou smrtelné pro pěchotu. Po použití Invulnerability musí hráč opět počkat určitou dobu (Odpočítává se 10 minut, ale záleží na rychlosti hry), než ji bude moct znovu použít.

### Nuclear Missile Silo
V tomto silu se po dobu deseti minut staví nukleární střela. Tu potom může hráč zaměřit na jakékoliv místo na mapě, a ona zničí vše okolo a ještě místo na nějakou dobu zamoří radioaktivitou. Účinek je bodový, to znamená naprostou destrukci v místě dopadu, ale malý účinek v okolí. Po použití Nuclear Launch musí hráč opět počkat 10 minut, než se postaví nová střela.

## Výpis jednotek

### Spojenci
- Pěchota
  - GI
  - Rocketeer
  - Attack Dog
  - Engineer
  - Chrono Legionnaire
  - Spy
  - Tanya
  - Dolphin

- Mobilní jednotky
  - Aegis Cruiser
  - Aircraft Carrier
  - Amphibious Transport
  - Chrono Miner
  - Destroyer
  - MCV – Mobile Construction Vehicle
  - Grizzly Battle Tank
  - Harrier
  - Infantry Fighting Vehicle
  - Mirage Tank
  - Night Hawk Transport
  - Prism Tank

### Sověti
- Pěchota
  - Conscript
  - Flak Trooper
  - Tesla Trooper
  - Attack Dog
  - Engineer
  - Crazy Ivan
  - Yuri
  - Giant Squid

- Mobilní jednotky
  - Apocalypse Assault Tank
  - Dreadnought
  - Flak Track
  - Kirov Airship
  - Amphibious Transport
  - MCV – Mobile Construction Vehicle
  - Rhino Heavy Tank
  - Sea Scorpion
  - Terror Drone
  - Typhoon Attack Sub
  - V3 Rocket Launcher
  - War-Miner